# 澳大利亚文化
澳洲文化在欧洲移民进入澳洲之后发生了巨大的变化，原有的文化逐渐消失，要说出原来的澳洲文化，只有靠人们的想象和猜测。现在澳洲的文化主要是欧洲文化的延续和变化，后来又受到美国文化的巨大影响。本条目主要介绍现在澳洲的文化，对于原有的文化，可以参见澳洲历史和澳洲原住民等条目。

## 思想和价值观
歷史上，澳洲人受到澳洲社會原則的強化，普遍帶有非常強烈的信念與態度。
傳統上，由於澳洲人在開國以來的移民組合，強化了他們對權貴的不信任。所以直到現在為止，澳洲人仍然堅信他們的社會是一個平等主義的社會。這個價值觀與信念分別在尤里卡柵欄事件和綠林好漢的事跡中反映出來。直到今天， 這個價值觀與信念仍然在高大罌粟花綜合症中充分表現出來。
关于到底有没有澳洲文化，澳洲人有两种不同的观点：一种认为澳洲没有什么独特的文化，到处都是外国的图书、音乐、绘画、以及影视作品，而本土的作品只不过是这些外来文化的模仿和衍生，毕竟澳洲文化（现代的）的历史只有短短的一百多年。澳洲人对于英国的态度是相当复杂的，很多人面对英国甚至其他欧洲国家会有文化上的自卑感，觉得凡是欧洲的东西都比澳洲本地的东西好。不过随着澳洲于世界其他国家的接触增加，这种意识逐渐淡化了。

## 体育
体育运动是澳洲文化的一个重要组成部分。大约有23.5%的15岁以上青少年经常组织体育活动。

## 註腳
1. 1 2  [http:/][/www.smh.com.au/articles/2003/05/16/1052885396799.html 老友，你真捧] .   [2008-06-24]. 原始内容存档于2018-02-28. - 雪梨晨鋒報 2003年5月17日, 2008年6月24日 索取 (英文)
2. 1 2  平等原則的誤解 （页面存档备份，存于） - 雪梨晨鋒報 2003年5月17日, 2008年6月24日 索取 (英文)
3. 1 2  玻璃天花板都碰不到 （页面存档备份，存于） - 澳洲人報 2007年8月22日, 2008年6月24日 索取 (英文)